# Zorkul
Zorköl (Tadzjieks: Зоркӯл of Sir-i-kol) is een meer in het Pamir-gebergte op de grens tussen Afghanistan en Tadzjikistan. Het meer ligt aan het noordeinde van het Grote Pamir-trogdal.
Het 38,9 km² grote meer ligt op 4.130 m hoogte en is van west naar oost ongeveer 20 km lang. De grens tussen de twee landen loopt door het meer en buigt aan het oosteinde naar het zuiden. De grens loopt vandaar naar het zuiden richting de Verdragspiek (Russisch: Pik Soglasia) 5.469 m), ongeveer 15 km ten zuiden van het meer. De noordelijke helft van het meer ligt in Tadzjikistan, waar het onderdeel vormt van het natuurreservaat Zorköl. De enige nederzetting is Qarabolaq in het zuidoosten.
De Zorköl ligt in een uitgestrekt, boomloos en schaars begroeid dal, omgeven door hoge bergen. Het meer omvat verschillende eilanden en wordt gevoed door tal van kleine beekjes. Uit het meer ontspringt de Pamir-rivier, die naar het westen langs de Afghaans-Tadzjiekse grens loopt. Het meer is daarmee een bron van de Amu Darja. Ten zuiden van het meer strekt zich het Wachangebergte uit.
Het meer bevond zich ooit op het grondgebied van de mir van Wachan. De Britse marine-officier John Wood bezocht het meer in 1838. Sir-i-kol werd hernoemd tot Lake Victoria, hoewel die naam nooit erg aansloeg. In 1895 werden het meer en de rivier in een verdrag tussen het Keizerrijk Rusland en het Britse Rijk vastgelegd als de grens tussen Rusland en Afghanistan. Hiernaar is ook de Verdragspiek (Concord Peak) vernoemd.
De oorsprong van de naam is omstreden; onder andere Tadzjieks "Groot meer" en Turks "Geel meer" zijn voorgesteld.
Hoewel niet erg groot, ligt het meer op een strategische locatie op de route van het Oxusgebied naar de oases van het Tarimbekken. Het heeft haar naam gegeven aan het oostelijker gelegen Sarikolgebergte, de alternatieve naam voor de stad Taxkorgan en het plaatselijke "Koninkrijk Sarikol", de in het huidige China levende "Tadzjieken" ofwel Sarikoli, en de door deze gesproken taal Sarikoli.